# SES Astra

SES-Astra (Société Européenne des Satellites-Astra) es una empresa con sede en Luxemburgo que posee y opera la serie de satélites geostacionarios Astra, que transmiten aproximadamente 1100 canales digitales de televisión y radio vía 176 transpondedores a 91 millones de hogares a lo largo de toda Europa.

## Los satélites
SES Astra opera con doce satélites desde tres localizaciones orbitales, siete en 19.2°E, tres en 28.2°E y dos en 23.5°E. La compañía tiene en construcción tres satélites para reemplazar en fechas próximas los modelos Astra 1. Los satélites Astra funcionan bajo el principio de co-localización (varios satélites en la misma posición orbital) que permite incrementar la flexibilidad y redundancia.
| Satélite | Posición                              | Huella principal | Constructor     | Modelo           | Lanzamiento              | Vehículo de lanzamiento | Observaciones |
| -------- | ------------------------------------- | --- | --------------- | ---------------- | ------------------------ | ----------------------- | --- |
| 1A       | Fuera de servicio (diciembre de 2004) | Fuera de servicio (diciembre de 2004) | GE AstroSpace   | GE-4000          | 11 de diciembre de 1988  | Ariane 44LP             | En una órbita cementerio |
| 1B       | 19.2°E                                | | GE AstroSpace   | GE-5000          | 2 de marzo de 1991       | Ariane 44LP             | Adquirido de GE Americom (Satcom K3). Fuera de uso, aunque no oficialmente; será reempalzado por el 1KR.                                                                     |
| 1C       | 19.2°E                                | | Hughes          | HS-601           | 12 de mayo de 1993       | Ariane 42L              | Será reemplazado por el 1KR |
| 1D       | 23.5°E                                | | Hughes          | HS-601           | 1 de noviembre de 1994   |                         | |
| 1E       | Fuera de servicio (mayo de 2010)      | Fuera de servicio (mayo de 2010) | Hughes          | HS-601           | 19 de octubre de 1995    | Ariane 42L              | |
| 1F       | 19.2°E                                | | Hughes          | HS-601HP         | 8 de abril de 1996       | Proton                  | |
| 1G       | Fuera de servicio (mayo de 2010)      | Fuera de servicio (mayo de 2010) | Hughes          | HS-601HP         | 2 de diciembre de 1997   | Proton                  | |
| 1H       | 19.2°E                                | | Hughes          | HS-601HP         | 16 de junio de 1999      | Proton                  | |
| 1K       | 19.2°E                                | Destruido | Alcatel Space   | Spacebus 3000B3S | 26 de noviembre de 2002  | Proton                  | Fallo en el cohete, caído en el Océano Pacífico. |
| 1KR      | 19.2°E                                | | Lockheed Martin | A2100            | 20 de abril de 2006      | Atlas V                 | Sustituto de 1B y 1C. Sustituye al destruido Astra 1K. |
| 1L       | 19.2°E                                | Lanzamiento Completado por cohete Ariane 5 / Separación Correcta del cohete y ruta en solitario hasta posición 19.2ºE / Comprobación de órbita | Lockheed Martin | A2100            | 5 de mayo de 2007        |                         | Repuesto de 1KR, si este tiene éxito, será el 1L |
| 1M       | 19.2°E                                | En construcción | EADS Astrium    | Eurostar E3000   | Para 2008                |                         | Para reemplazar el 2C en 19.2°E |
| 2A       | 28.2°E                                | | Hughes          | HS-601HP         | 30 de agosto de 1998     | Proton                  | |
| 2B       | 28.2°E                                | | EADS Astrium    | Eurostar E2000+  | 14 de septiembre de 2000 | Ariane 5                | |
| 2C       | 19.2°E                                | | Hughes          | HS-601HP         | 16 de junio de 2001      | Proton                  | Será reemplazado por el 1M, moviéndose a 28.2°E |
| 2D       | 28.2°E                                | | Hughes          | HS-376           | 19 de diciembre de 2000  | Ariane 5                | |
| 3A       | 23.5°E                                | | Boeing          | HS-376           | 29 de marzo de 2002      | Ariane 44L              | |
| 3B       | 23.5°E                                | | EADS Astrium    | Eurostar E3000   | 21 de mayo de 2010       | Ariane 5 ECA            | Para reemplazar al Astra 1E y 1G, con 52 transpondedores en banda Ku y 4 en banda Ka. El lanzamiento tuvo un retraso de casi dos meses debido a problemas en el lanzamiento. |
| 4A       | 37.5°W                                | | Alcatel Space   | Spacebus-4000C3  | 3 de febrero de 2005     | Proton M                | |

Notas
1. 19.2°E es la posición orbital más común para la televisión y radio por satélite en Alemania y Europa Central.
2. 1G además es usado para internet por satélite (con módems DVB) y la emisión de canales en abierto de televisión y radio.

## Canales de España y en español
En abierto:
- Televisión:
  - Canal Sur Andalucía
  - Galicia TV
  - Canal Extremadura Sat
  - Aragón TV Int

- Radio:
  - Cadena Dial
  - Cadena SER
  - Los 40 Principales
  - Los 40 Classic
  - Los 40 Urban
  - Radiolé
  - RNW 3 (Radio Nederland / Radioemisora Internacional Holandesa)